# الدوري الفنزويلي الممتاز 1999–00
الدوري الفنزويلي الممتاز 1999–00 (بالإسبانية: Primera División Venezolana 1999-00)‏ هو الموسم 80 من الدوري الفنزويلي الممتاز. كان عدد الأندية المشاركة فيه 12، وفاز فيه ديبورتيفو تاشيرا.